# أمنيات طفل
أمنيات طفل مسلسل رسوم متحركة أمريكي من إنتاج شركة DIC للترفيه . تم عرض المسلسل لأول مره في 14 سبتمبر 1991 واستمر عرضه حتى 7 ديسمبر 1991 . تم دبلجة المسلسل للغة العربية بواسطة مركز الزهرة وعرض على قناة سبيس تون .

## روابط خارجية
- أمنيات طفل على موقع IMDb (الإنجليزية)
- أمنيات طفل على موقع كينوبويسك (الروسية)
- أمنيات طفل على موقع قاعدة بيانات الفيلم (الإنجليزية)
- Wish Kid at Mill Creek Entertainment